# Pałac w Trzebielinie
Pałac w Trzebielinie – zabytkowy pałac we wsi Trzebielino.
Pałac wybudowany na początku XIX w. i przebudowany w XIX/XX w. Od frontu ryzalit zwieńczony fronton z herbem Putkamerów.

Herb Putkamerów